# Костадин Шекерлийски
Костадин Николов Шекерлийски е български оперен певец, баритон.

## Биография
Роден е на 22 декември 1921 г. в Горна Джумая. Според справка на Държавна сигурност, произхожда от „бедно реакционно семейство“. Баща му е от Вардарска Македония, преселил се в Горна Джумая през 1913 г. От 1918 година е активен член на ВМРО. Около 1929 година майка му почива.
Като дете работи в читалище „Съгласие“, като портиер и чистач. Докато работи, обича да пее и не след дълго е забелязан от диригента на хора към църквата „Въведение Богородично“ и на хор „Македонска песен“ към читалището Василий Соловьов, който взима Шекерлийски за солист на хор „Македонска песен“. През 1941 г. с помощта на състоятелни хора от Горна Джумая Костадин Шекерлийски е изпратен да учи в Музикалната академия в София. Там учи в класа на Мара Цибулка. През 1945 г. Светослав Обретенов го взима за солист на новосъздадения Държавен радиохор. В него остава до 1949 г. Заедно с хора гастролира в Чехословакия, Унгария и Югославия. След това за кратко е солист на Военния ансамбъл. Чрез конкурс постъпва в Софийската опера. На 24 февруари 1952 г. дебютира с ролята на Моралес от „Кармен“ на Жорж Бизе. През 1953 г. заедно с Димитър Узунов, Йорданка Димчева, Катя Георгиева, Катя Попова и Никола Николов е изпратен на специализация в Болшой театър в Москва. Там се подготвя при вокалните педагози Леонид Баратов, Тамара Небулсин и при диригента Генадий Рождественски. На 3 юни 1954 г. става първият български оперен певец, който излиза на сцената на Болшой в централна роля, тази на княз Игор от едноименната опера на Александър Бородин. В продължение на една година посещава Киев, Ленинград, Екатеринбург, Новоросийск и Иркутск. След завръщането си в България участва в гастролите на оперните артисти от Софийската опера Надя Афеян, Юлия Винер, Кирил Дюлгеров в Испания и Белгия. Гастролира в Париж, Прага, Хамбург, Канада, Нидерландия и Монголия. На един от тези гастроли се запознава с Борис Христов, който го кани да участва на сцената на Ла Скала в Милано.
През 1967 г. получава инфаркт и за кратко е извън сцената. След възстановяването си заминава за Германия, след това за Москва, където играе ролята на Борис Годунов на сцената на Болшой театър.
Изпълнява ролите на Моралес (1952) и Ескамилио (1955) в „Кармен“ на Бизе, княз Игор (1955) в едноименната опера на Бородин, Жермон в „Травиата“ (1952), граф ди Луна в „Трубадур“ (1955), Амонасро в „Аида“ (1956), Риголето (1957) в едноименната опера и Яго в „Отело“ (1958) на Верди, Степан в „Семейството на Тарас“ (1955) от Кабалевски, Шакловити в „Хованщина“ от Мусоргски (1955), Борис Годунов (1961) от едноименната опера на Мусоргски, Георги Грозника (1961) в „Янините девет братя“ от Любомир Пипков и други.
Носител е на първа награда и званието лауреат на III международен младежки фестивал в Берлин (1951), на орден „Кирил и Методий“ II степен (1959), лауреат е на Димитровска награда III степен за ролите на Княз Игор и Риголето (1959).
Костадин Шекерлийски почива през 1972 г. след получаване на втори инфаркт.